# Martin Svensson (kampsportare)
Martin Svensson, född 25 april 1985, är en före detta professionell kampsportare som tävlade i bland annat shooto, grappling och MMA. Han var fjäderviktsmästare i två olika MMA-organisationer och har tävlat i UFC.

## Bakgrund
Svenssons bakgrund inom kampsport är från jiu-jitsu, och vid sidan av sin MMA-karriär gick han också grapplingtävlingar med stor framgång. 2007 tog han hem titeln som Europamästare i C-shooto i Amsterdam. Vidare tog han även guld i submissiontävlingen Gameness Elit år 2009, då i viktklassen -73 kg. Han har svart bälte i brasiliansk jiu-jitsu under Robert "Bobby" Sundel. Svensson är fortfarande kvar på moderklubben som tränare.

## Karriär
Martin Svensson gick 21 professionella matcher i MMA och vann 15. 

### The Zone
Sista matchen i The Zone FC var mot James Saville på The Zone: Demolition i maj 2012 där han vann på rear-naked i andra ronden och försvarade därmed sitt fjäderviktsbälte. Han blev också organisationens sista fjäderviktsmästare. 

### Scottish Fight Challenge
Martin Svensson vann också fjäderviktsbältet i Scottish Fight Challenge i december 2011 efter vinst mot John Cullen på triangel i femte ronden. Efter SFC:s hopslagning med svenska Vision Fighting Championship skulle han försvara sitt bälte för första gången i september i år mot Robert Whiteford. Den matchen slutade i förlust för svensken efter bara 43 sekunder. Han träffades tidigt av motståndaren som tryckte upp honom mot buren och fortsatte slå. Enligt domaren försvarade svensken sig otillräckligt och domaren klev därför in och bröt matchen.

## Tävlingsfacit
| Resultat | Facit | Motståndare             | Metod                   | Evenemang                            | Datum             | Rond | Tid   | Plats              | Notering                |
| -------- | ----- | ----------------------- | ----------------------- | ------------------------------------ | ----------------- | ---- | ----- | ------------------ | ----------------------- |
| Vinst    | 1-0   | Morten Djursaa (DEN)    | Submission (triangel)   | FG 6 - Fighter Gala 6                | 15 mars 2008      | 2    | 01:05 | Odense, Danmark    |                         |
| Vinst    | 2-0   | Frank Barman (SWE)      | KO (flygande knä)       | The Zone FC 2                        | 10 maj 2008       | 1    | 01:23 | Göteborg, Sverige  |                         |
| Vinst    | 3-0   | Henning Svendsen (NOR)  | Submission (triangel)   | The Zone FC 4                        | 25 april 2009     | 1    | 01:18 | Göteborg, Sverige  |                         |
| Förlust  | 3-1   | Billy Malm (SWE)        | Submission (giljotin)   | Rumble of the Kings 3                | 22 maj 2009       | 1    | 03:00 | Malmö, Sverige     |                         |
| Vinst    | 4-1   | Mikael Lahdesmaki (FIN) | Submission (armbar)     | Shooto Finland - Chicago Collision 5 | 10 oktober 2009   | 2    | 03:56 | Lahtis, Finland    |                         |
| Vinst    | 5-1   | Rouven Kurath (SWI)     | Submission (triangel)   | The Zone FC 5                        | 7 november 2009   | 1    | 03:52 | Göteborg, Sverige  |                         |
| Förlust  | 5-2   | Fernando Vieira (BRA)   | Submission (armbar)     | The Zone FC 6                        | 27 mars 2010      | 1    | 04:33 | Göteborg, Sverige  | Huvudmatch              |
| Vinst    | 6-2   | Ville Yrjola (FIN)      | Domslut (enhälligt)     | Cage - Challenger                    | 18 september 2010 | 2    | 05:00 | Riihimäki, Finland |                         |
| Vinst    | 7-2   | Mauro Salomao (BRA)     | Domslut (enhälligt)     | The Zone FC 7                        | 27 november 2010  | 3    | 05:00 | Göteborg, Sverige  |                         |
| Vinst    | 8-2   | Paul Reed (SCO)         | Domslut (majoritet)     | The Zone FC 9                        | 7 maj 2011        | 3    | 05:00 | Göteborg, Sverige  |                         |
| Vinst    | 9-2   | John Cullen (SCO)       | Submission (triangel)   | Scottish Fight Challenge 5 - Rivals  | 3 december 2011   | 5    | n/a   | Glasgow, Skottland | Titelmatch i fjädervikt |
| Vinst    | 10-2  | James Saville (ENG)     | Submission (rear-naked) | The Zone FC 10                       | 6 maj 2012        | 2    | 03:02 | Göteborg, Sverige  |                         |
| Förlust  | 10-3  | Robert Whiteford (SCO)  | TKO (slag)              | Vision FC 4                          | 6 september 2012  | 1    | 0:43  | Glasgow, Skottland | Titelmatch i fjädervikt |
| Vinst    | 11-3  | Saief Toumy (FRA)       | Submission (triangel)   | Frontier Open Battle 6               | 2 mars 2013       | 1    | 2:28  | Malmö, Sverige     |                         |
| Vinst    | 12-3  | Miguel Haro (SPA)       | Submission (rear-naked) | Trophy MMA 2                         | 1 juni 2013       | 3    | 4:42  | Malmö, Sverige     | Huvudmatch              |
| Förlust  | 12-4  | Jim Alers (USA)         | Domslut (enhälligt)     | Cage Warriors 59                     | 14 september 2013 | 5    | 5:00  | Cardiff, Wales     | Titelmatch i fjädervikt |
| Förlust  | 12-5  | Artiom Lobov (IRL)      | TKO (slag)              | Trophy MMA 3                         | 28 december 2013  | 2    | 3:51  | Malmö, Sverige     | Huvudmatch              |
| Vinst    | 13-5  | Robbie Olivier (ENG)    | Domslut (delat)         | Cage Warriors 66                     | 22 mars 2014      | 3    | 5:00  | Ballerup, Danmark  |                         |
| Vinst    | 14-5  | Dave Hill (ENG)         | Domslut (enhälligt)     | Cage Warriors 71                     | 22 augusti 2014   | 3    | 5:00  | Amman, Jordanien   |                         |
| Förlust  | 14-6  | David Teymur (SWE)      | TKO (slag)              | UFC Fight Night: Silva vs. Bisping   | 27 februari 2016  | 2    | 1:26  | London, England    |                         |
| Vinst    | 15-6  | Scott Clist (ENG)       | Submission (triangel)   | Cage Warriors 79                     | 15 oktober 2016   | 2    | 1:34  | Newport, Wales     |                         |